# Tiranet crestat àgil
El tiranet crestat àgil (Uromyias agilis) és un ocell de la família dels tirànids (Tyrannidae).

## Hàbitat i distribució
Habita els boscos dels Andes, de l'est de Colòmbia i nord de l'Equador.